# Сокул (Лодзинське воєводство)
Сокул (пол. Sokół) — село в Польщі, у гміні Кшижанув Кутновського повіту Лодзинського воєводства.
Населення — 51 особа (2011).
У 1975—1998 роках село належало до Плоцького воєводства.

## Демографія
Демографічна структура станом на 31 березня 2011 року:
|          | Загалом | Допрацездатний вік | Працездатний вік | Постпрацездатний вік |
| -------- | ------- | ------------------ | ---------------- | -------------------- |
| Чоловіки | 23      | 7                  | 15               | 1                    |
| Жінки    | 28      | 8                  | 16               | 4                    |
| Разом    | 51      | 15                 | 31               | 5                    |